# Arthur Rougier
Arthur Rougier, né le 7 janvier 2000 à Limoges, est un pilote automobile français. Il est sacré champion de France de Formule 4 à l'issue de la saison 2017. Après une saison décevante en Formula Renault Eurocup en 2018, il s'oriente vers le grand tourisme et l'endurance, terminant entre autres 3e du championnat de France FFSA GT 2019, ainsi que vers le sim racing, en remportant notamment les Fanatec Esports GT Pro Series 2021.

## Biographie

### Carrière en monoplace avec un titre en F4 France (2016-2018)
Arthur Rougier débute en karting grâce à ses parents passionnés de sport automobile. Il évolue ensuite pendant une année au niveau régional, puis accède à la monoplace en disputant le championnat de France de Formule 4 2016. Il s'illustre lors de la sixième et dernière manche de la saison disputée sur le circuit de Barcelone en montant pour la première fois sur le podium lors de la première course puis en remportant la dernière.
L'année suivante voit le même programme être reconduit. Arthur Rougier s'adjuge 5 des 21 courses de la saison 2017, notamment les 3 courses de la manche courue sur le circuit de Spa-Francorchamps, et est finalement sacré champion devant Victor Martins avec 4 points d'avance.
Grâce à son titre ainsi que la prime associée, Arthur Rougier se dirige ensuite vers la Formula Renault Eurocup 2018 au sein de l'équipe Fortec Motorsport, et intègre la Renault Sport Academy. Il connaît une saison difficile avec pour meilleur résultat une 4e place à Spa-Francorchamps. Avec la même écurie, il fait aussi une pige en Formula Renault 2.0 Northern European Cup.

### Réorientation vers le grand tourisme et l'endurance
Non retenu au sein de la Renault Sport Academy à l'issue de la saison 2018, il oriente la suite de sa carrière vers le grand tourisme et l'endurance,. Ainsi, il s'engage dans le championnat de France FFSA GT 2019 avec CD Sport. Il ne remporte aucune course mais termine 3e au championnat pour sa première saison dans la catégorie.
On le retrouve dans le championnat la saison suivante mais seulement en fin d'année, car le jeune homme prend part également au GT World Challenge Europe Sprint Cup 2020 avec le Saintéloc Racing. En parallèle, en raison de la pandémie de Covid-19 et des confinements associés, il s'investit particulièrement dans l'esport et plus précisément dans le sim racing, prenant notamment part à la première édition des 24 Heures du Mans virtuelles où il se classe sixième avec ses coéquipiers.
Il poursuit en GT World Challenge Europe Sprint Cup lors de la saison 2021 mais cette fois-ci avec l'équipe suisse Emil Frey Racing. Avec cette dernière, il dispute également la saison 2021 du GT World Challenge Europe Endurance Cup après avoir découvert ce championnat lors d'une course en 2020, ainsi qu'une manche de l’Intercontinental GT Challenge. Toujours engagé dans le sim racing, il est sacré champion du monde des Fanatec Esports GT Pro Series courues sur le jeu Assetto Corsa.
Fin 2021, il est annoncé qu'il a été choisi dans une liste de 23 sélectionnés par la marque Lamborghini pour disputer l'ADAC GT Masters en 2022.

## Palmarès
- Championnat de France de Formule 4 : champion en 2017[1].

## Résultats en compétition automobile
| Saison | Championnat                             | Écurie             | Courses | Victoires | Pole positions | Meilleurs tours | Podiums | Points | Classement |
| ------ | --------------------------------------- | ------------------ | ------- | --------- | -------------- | --------------- | ------- | ------ | ---------- |
| 2016   | Championnat de France de Formule 4      | Autosport Academy  | 23      | 1         | 0              | 2               | 2       | 119    | 10e        |
| 2017   | Championnat de France de Formule 4      | Autosport Academy  | 21      | 5         | 4              | 2               | 12      | 303    | Champion   |
| 2018   | Formula Renault Eurocup                 | Fortec Motorsports | 18      | 0         | 0              | 0               | 0       | 26     | 15e        |
| 2018   | Formula Renault NEC                     | Fortec Motorsports | 2       | 0         | 0              | 0               | 0       | 0      | NC†        |
| 2019   | Championnat de France FFSA GT - Pro-Am  | CD Sport           | 12      | 0         | 0              | 0               | 3       | 96     | 3e         |
| 2020   | GT World Challenge Europe Sprint Cup    | Saintéloc Racing   | 10      | 0         | 0              | 0               | 3       | 52.5   | 7e         |
| 2020   | GT World Challenge Europe Endurance Cup | Saintéloc Racing   | 1       | 0         | 0              | 0               | 1       | 15     | 20e        |
| 2020   | Championnat de France FFSA GT - Pro-Am  | Saintéloc Racing   | 4       | 0         | 0              | 0               | 0       | 0      | 22e        |
| 2021   | GT World Challenge Europe Sprint Cup    | Emil Frey Racing   | 6       | 0         | 0              | 0               | 1       | 14.5   | 20e        |
| 2021   | GT World Challenge Europe Endurance Cup | Emil Frey Racing   | 5       | 0         | 0              | 0               | 0       | 10     | 16e        |
| 2021   | Intercontinental GT Challenge           | Emil Frey Racing   | 1       | 0         | 0              | 0               | 0       | 0      | NC†        |

† Arthur Rougier étant un pilote invité, il était inéligible pour marquer des points.